# Эс-Салт
Эс-Салт (ранее Эс-Сальт (араб. السلط‎) — город на северо-западе Иордании, построенный на трёх близко расположенных холмах в нагорье Балка. Административный центр мухафазы Эль-Балка. Муниципалитет Эс-Салт административно подразделяется на 9 округов.
В 2021 году Эс-Салт включён в список всемирного наследия ЮНЕСКО.

## Расположение
Эс-Салт расположен в 29 километрах к северо-западу от центра Аммана, до него всего около получаса езды на автомобиле. Город находится на возвышенности Эль-Балка, на высоте 758 м над уровнем моря, недалеко от Иорданской долины.

## История
Дата основания поселения или первого упоминания неизвестны, но считается, что он был построен македонской армией во время правления Александра Великого.
Город Эс-Салт имел большое стратегическое значение для многих правителей этого региона, потому как являлся торговым пунктом, связывая восточную пустыню с западом.
Особое развитие город получил в конце XIX—начале XX вв., во времена османского господства. В этот период город стал административным центром региона, что привлекало поселенцев из других мест. В течение последних 60 лет османского периода Эс-Салт процветал благодаря прибытию и поселению торговцев, которые построили дома и улучшили благосостояние города.
Жители Эс-Салта договорились с другими племенами о том, чтобы иметь доступ к их пшеничным полям на восточных равнинах Балки в обмен на предоставление соплеменникам доступа к обширным рынкам города. С племенами балка были заключены соглашения, согласно которым жители города имели возможность разбить лагеря в Аммане и Вади-Вале весной до урожая и платить за это им ежегодную дань.

## Образование
В Эс-Салте находится первая государственная средняя школа Иордании, построенная в 1918 году. А также Латинская школа, Католическая школа, Институт Святой Земли для глухих, некоммерческий образовательный центр для людей с нарушениями слуха. В городе существует прикладной университет Аль-Балка, основанный в 1997 году, и Амманский национальный университет.

## Достопримечательности
В городе находится Археологический музей, который может продемонстрировать коллекции бедуинских ковров, старинных изделий из драгоценных металлов и традиционных палестинских вышивок.
В центре поселения находится около 650 исторических зданий, которые сочетают в себе европейский модерн и неоколониальный стиль.

## Население
Население города по данным на 2004 год составляет около 71 000 человек; население всего муниципалитета на 2006 год — около 97 000 человек, из них 70 % — мусульмане и 30 % — христиане. 
По состоянию на 2020 год численность населения города составляет 73 528 человек.

## Известные жители
Премьер-министр Иордании Сулейман ан-Набульси родился в Эс-Салте. Здесь учился  в юности Саид Юнис Бино, экс-министр строительства Иордании.